# أسل بلطيقي
الأسل البلطيقي (الاسم العلمي: Juncus balticus)، هو نوع من النباتات يتبع جنس الأسل ضمن الفصيلة الأسلية. ويصل طوله إلى ثلاثة أقدام.